# أشباه الفلسبارات

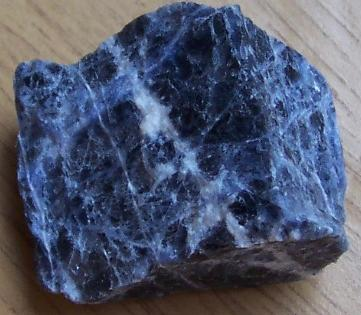

أشباه الفلسبارات أو الفلسباثويدات (بالإنجليزية: Feldspathoids)‏، هي مجموعة من معادن التيكتوسيليكات الشبيهة جداً بالفلسبارات، وتشمل معادن مثل الصوداليت والهويين والنيفيلين واللازوريت والليوسيت والكانكرينيت والنوزيان. وهي جميعها معادن كانت لتصبح فلسبارات لو توفرت السيليكا أكثر عندما تشكّلت؛ فيما تميل الفلسبارات إلى احتوائها على سيليكا بمقدار ثلاثة أضعاف. وبذلك، لا توجد أشباه الفلسبارات في الصخور الغنية بالسيليكا مثل الجرانيت بل تتشكل على نحو نمطي في الحمم البركانية.

## معادن أشباه الفلسبارات
- أفغانيت
- أنالكيم
- كانكرينيت
- كالسيليت
- ليوسيت
- نيفيلين
- بيتاليت
- مجموعة صوداليت :
  - هويين
  - لازوريت
  - نوزيان
  - صوداليت
- توغتوبيت